# Strada statale 28 (Polonia)
La strada statale 28 (sigla DK 28, in polacco droga krajowa 28) è una strada statale polacca che attraversa il Paese da Zator a Medyka.